# Pheidole gouldi
Pheidole gouldi är en myrart som beskrevs av Auguste-Henri Forel 1886. Pheidole gouldi ingår i släktet Pheidole och familjen myror. Inga underarter finns listade i Catalogue of Life.